# Giovanni Guidetti

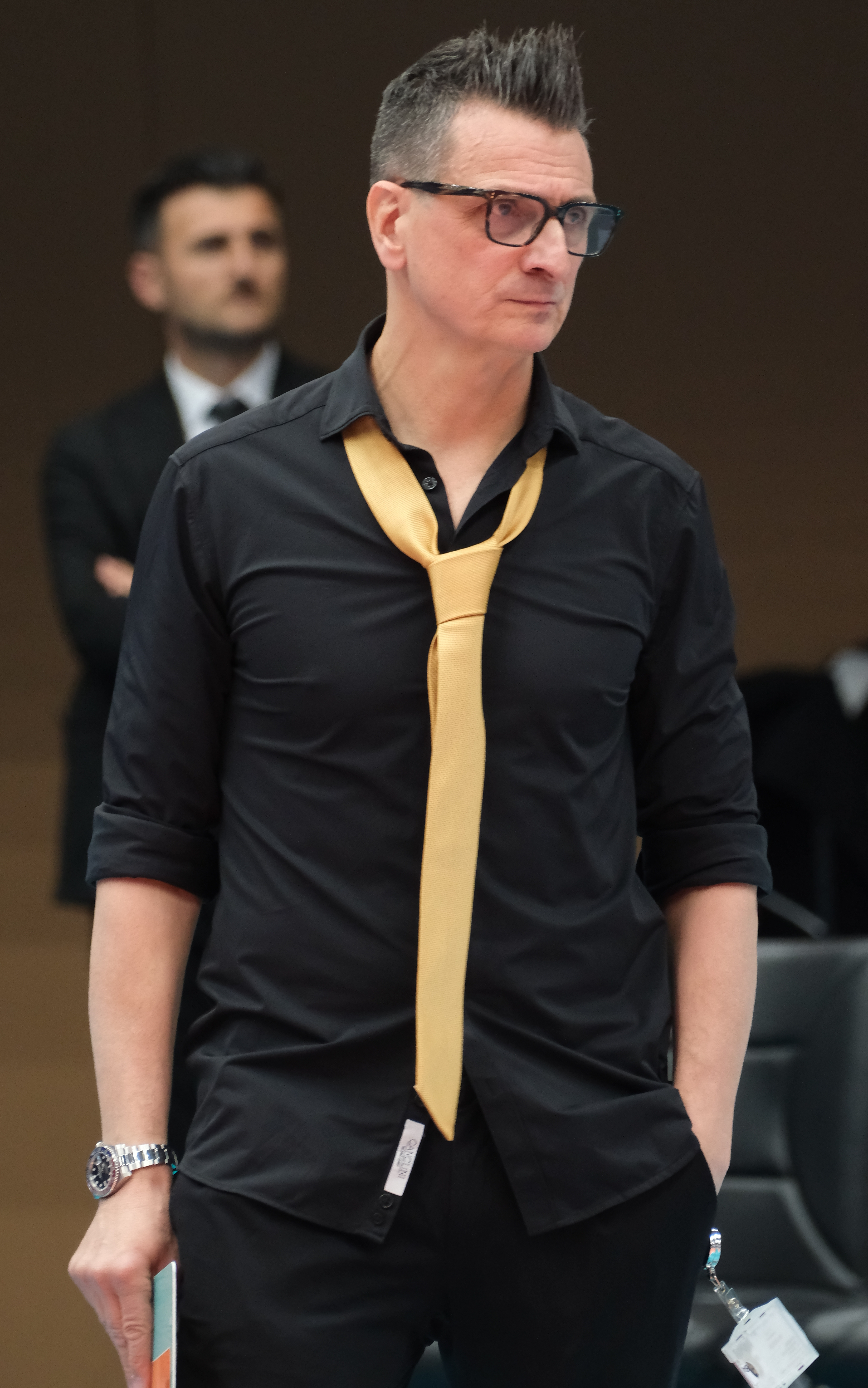
Giovanni Guidetti.

Giovanni Guidetti, född 20 september 1972 i Modena i Italien, är en volleybolltränare (damlag). Han tränar (2022) VakıfBank SK och är förbundskapten för Turkiet.
Giovanni kommer från en familj av volleybolltränare, hans far (Adriano Guidetti), farbror (Gian Paolo Guidetti) och kusin  (Ettore Guidetti, son till Gian Paolo) har alla varit eller är volleybolltränare.
På klubbnivå har han främst tränat italienska elitlag (Pallavolo Reggio Emilia, Volley Modena m.fl.) samt sedan 2008 det turkiska storlaget VakıfBank SK. Sedan 2003 har han även tränat flera olika landslag (Bulgarien, Tyskland, Nederländerna och Turkiet). Både på klubb- och landslagsnivå har han nått framgångar. Hans klubblag har bland annat blivit världsmästare tre gånger och vunnit CEV Champions League fyra gånger. De landslag han coachat har vunnit medalj i samtliga EM sedan 2011 (silver 2011, 2013, 2015 och 2019, brons 2017 och 2021).

## Lag
| År        | Klubblag                  |
| --------- | ------------------------- |
| 1994–1996 | Spezzano (assisterande)   |
| 1996–1998 | Spezzano                  |
| 2000–2001 | USPV                      |
| 2001–2002 | Vicenza Volley            |
| 2003      | Pallavolo Reggio Emilia   |
| 2003–2004 | Volley Modena             |
| 2004–2007 | Chieri Torino Volley Club |
| 2008–     | VakıfBank SK              |
| År        | Landslaglag               |
| 2003–2004 | Bulgarien                 |
| 2006–2015 | Tyskland                  |
| 2015–2016 | Nederländerna             |
| 2017–     | Turkiet                   |